# Новоильинский сельсовет (Курганская область)
Новоильинский сельсовет — упразднённое сельское поселение в Петуховском районе Курганской области Российской Федерации.
Административный центр — село Новое Ильинское.
Законом Курганской области от 12 мая 2021 года № 49 к 24 мая 2021 года упразднён в связи с преобразованием муниципального района в муниципальный округ.

## История
Статус и границы сельского поселения установлены Законом Курганской области от 4 ноября 2004 года № 644 «Об установлении границ муниципального образования „Новоильинский сельсовет“, входящего в состав муниципального образования „Петуховский район“».

## Население
| 2002 | 2004 | 2010 | 2012 | 2013 | 2014 | 2015 |
| ---- | ---- | ---- | ---- | ---- | ---- | ---- |
| 405  | ↗411 | ↘318 | ↘304 | ↘292 | ↘265 | ↘261 |
| 2016 | 2017 | 2018 | 2019 | 2020 |      |      |
| ↘240 | ↗242 | ↘236 | ↘233 | ↘230 |      |      |

## Состав сельского поселения
| № | Населённый пункт | Тип населённого пункта       | Население |
| - | ---------------- | ---------------------------- | --------- |
| 1 | Новое Ильинское  | село, административный центр | ↘230      |